# Синпетру-Маре
Синпетру-Маре (рум. Sânpetru Mare) — село у повіті Тіміш в Румунії. Входить до складу комуни Синпетру-Маре.
Село розташоване на відстані 450 км на північний захід від Бухареста, 45 км на північний захід від Тімішоари.

## Населення
За даними перепису населення 2002 року у селі проживали 2102 особи.
Національний склад населення села:
| Національність | Кількість осіб | Відсоток |
| -------------- | -------------- | -------- |
| румуни         | 1335           | 63,5%    |
| серби          | 522            | 24,8%    |
| цигани         | 172            | 8,2%     |
| угорці         | 30             | 1,4%     |
| німці          | 20             | 1,0%     |
| українці       | 17             | 0,8%     |

Рідною мовою назвали:
| Мова       | Кількість осіб | Відсоток |
| ---------- | -------------- | -------- |
| румунська  | 1460           | 69,5%    |
| сербська   | 525            | 25,0%    |
| циганська  | 45             | 2,1%     |
| угорська   | 29             | 1,4%     |
| німецька   | 21             | 1,0%     |
| українська | 17             | 0,8%     |